# 山本老事件
山本老事件（やまもとろうじけん）は、1928年（昭和3年）に広島県で発生した尊属殺人事件。容疑者は無期懲役となったが仮出獄し恩赦の対象となった。出所後、無罪を訴えて再審請求を続け、没後も家族が特別抗告したが最高裁で棄却された。

## 事件の概要
1928年11月24日、広島県比婆郡下高野山村（現在の庄原市高野町）で、農業の主婦（当時56歳）が、飯櫃に頭から突っ込んだ状態で死亡しているのを発見された。主婦の主治医は脳溢血による事故死であると診断したが、警察の嘱託医は右手で首を絞めたことによる扼殺と断定。警察は、主婦の家を家督相続していた養子の男性（当時29歳）を尊属殺人で連行した。当時の捜査機関は2日2晩の拷問を加えた上に被疑者に白紙の供述調書に署名捺印をさせ、起訴したという。

## 裁判と受刑
1930年、広島地方裁判所及び広島控訴院はいずれも無期懲役の判決を言い渡した。1931年には大審院が上告を棄却し、被告人の無期懲役が確定し服役した。1945年11月12日、男性は、模範囚として過ごした岡山刑務所から仮出獄した。そして、1952年にサンフランシスコ講和条約締結による恩赦により減刑され公民権を回復した。

## 再審請求
出獄して37年後の1983年9月9日、男性（当時84歳）は、被害者は病気の発作により死亡したものであり、自分は無罪である、と主張し、広島高等裁判所に再審請求を行った。1987年5月1日に再審請求は却下され、特別抗告をしたものの1990年10月19日最高裁に却下された。第2次再審請求を1992年4月に行った2年後の1994年に男性は95歳で死去した。遺族が承継した再審請求も2003年に最高裁で却下された。

## 弁護側の主張
弁護側が行った再鑑定によれば、扼殺の証拠とされた痕跡は、着ていた着物が首に巻きついて生じた可能性があり、被害者の主治医の診断と同じく病気に伴う事故死の可能性が高いとしている。また、弁護側は、犯行時刻とされた時刻以後に被害者宅を訪問した5人の証人尋問がいずれも裁判で却下されていることが不自然である、自白調書は白紙に署名をさせて作成したものだ、と主張しているが、いずれにしても当時の事件の関係資料が原爆による戦災で焼失しているため真偽とも立証は困難である。

## 関連書
- 『昭和三年の法医鑑定―再審・山本久雄老事件の焦点』正延哲士、木馬書館、1985